# فورست اسمیتسون
فورست اسمیتسون (انگلیسی: Forrest Smithson; ۲۶ سپتامبر ۱۸۸۴ – ۲۵ نوامبر ۱۹۶۲) دونده اهل ایالات متحده آمریکا بود.
وی در مسابقات کشوری و بین‌المللی در مجموع برندهٔ ۱ مدال طلا شده‌است.